# Wetmorena agasepsoides
Wetmorena agasepsoides — вид веретільницеподібних ящірок родини Diploglossidae. Ендемік Домініканської Республіки.

## Поширення і екологія
Wetmorena agasepsoides відомі з кількох місцевостей, розташованих на півдні острова Гаїті, в райні гори Сьєрра-Мартін-Грасія та на півострові Бараона. Вони живуть в сухих тропічних лісах, на висоті до 460 м над рівнем моря. Ведуть риючий або напівриючий спосіб життя. Живляться дрібними безхребетними.

## Збереження
МСОП класифікує цей вид як такий, що перебуває під загрозою зникнення. Wetmorena agasepsoides загрожує знищення природного середовища.